# Centre d’entraînement Lionel Andrés Messi
Le Centre d’entraînement Lionel Andrés Messi (en espagnol : « Complejo Ezeiza Lionel Andrés Messi ») est le centre d’entraînement de l’équipe d'Argentine de football. Il est sis à Buenos Aires.

## Localisation
Le centre d’entraînement est situé à Buenos Aires en Argentine,,.

## Dénomination
Le centre d’entraînement est nommé d’après Lionel Messi,,,,,.

## Historique
Le centre d’entraînement est inauguré en 1989.
Le 28 octobre 2014, le centre est renommé d’après Julio Grondona.
Le 25 mars 2023, le centre reçoit le nom de « Centre d’entraînement Lionel Andrés Messi ».